# محمد لاوال
محمد لاوال (انگلیسی: Muhammed Lawal؛ زادهٔ ۱۱ ژانویهٔ ۱۹۸۱) یک کشتی‌گیر کشتی حرفه‌ای اهل ایالات متحده آمریکا است.